# Limenitis cibyra
Limenitis cibyra är en fjärilsart som beskrevs av Hans Fruhstorfer 1915. Limenitis cibyra ingår i släktet Limenitis och familjen praktfjärilar. Inga underarter finns listade i Catalogue of Life.